# Albert Samain
Albert Samain, nacido en Lille el 3 de abril de 1858 y fallecido en Magny-les-Hameaux el 18 de agosto de 1900, fue un poeta simbolista francés.

## Biografía
Su padre murió cuando tenía sólo 14 años, tuvo que interrumpir sus estudios para ganarse la vida y se convirtió en un empleado en el comercio. Hacia 1880, fue enviado a París, donde decidió quedarse. Encontró trabajo en el Hôtel de ville, y pronto se unió a su familia. Desde hacía tiempo se sentía atraído por la poesía, y comenzó a frecuentar los círculos de moda, como los Hirsutes y los Hydropathes, y comenzó a recitar sus poemas en las tardes de Le Chat Noir.
A comienzos de la década de los años 1890, muy influido por Baudelaire, evolucionó hacia una poesía más elegíaca. En 1893, la publicación de la colección Au jardin de l’Infante le valió el reconocimiento inmediato. Colaboró notablemente en la revista Mercure de France, en cuya fundación participó, y en la Revue des Deux Mondes.
Desde el punto de vista de las formas poéticas, una de sus principales contribuciones fue la invención de una especie de soneto de quince versos.
Consumido por la tuberculosis, falleció a los 42 años, tras sólo unos pocos años de producción literaria.

## Obras literarias

### Poesía
- Au jardin de l'Infante (1893)
- Aux flancs du vase (1898)
- Le Chariot d'or. Symphonie héroïque (1900)
- Aux flancs du vase, suivi de Polyphème et de Poèmes inachevés (1902)
- Contes. Xanthis. Divine Bontemps. Hyalis. Rovère et Angisèle (1902)
- Polyphème, comédie en 2 actes, (1904). Paris, Théâtre de l'Œuvre, 10 mai 1904.
- Hyalis, le petit faune aux yeux bleus (1909)
- Poèmes pour la grande amie. Introducción y notas par Jules Mouquet (1943)

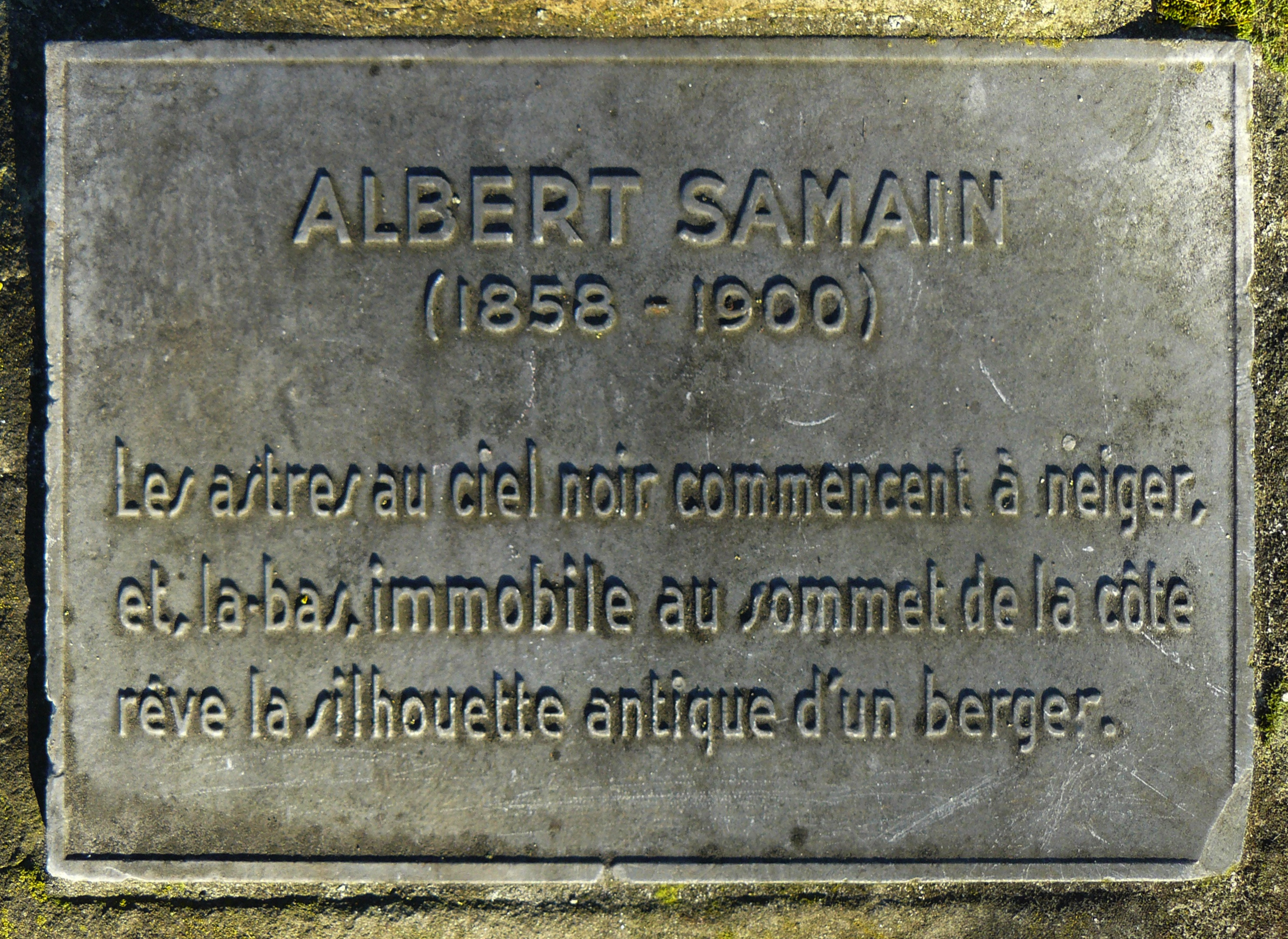
Verso de Albert Samain
(Jardin des Poètes, Paris).

### Correspondencia y notas
- Lettres inédites du poète Albert Samain, 1896-1900 (s.d.)
- Des lettres, 1887-1900. À François Coppée, Anatole France, Henri de Régnier, Charles Guérin, Paul Morisse, Georges Rodenbach, Odilon Redon, André Gide, Raymond Bonheur, Jules Renard, Paul Fort, Marcel Schwob, Pierre Louÿs, etc. (1933)
- Carnets intimes. Carnets I à VII. Notes. Sensations. Portraits littéraires. Notes diverses. Évolution de la poésie au XIXe siècle (1939)
- Lettres à Tante Jules. Introduction et notes par Jules Mouquet (1943)
- Une amitié lyrique : Albert Samain et Francis Jammes. Correspondance inédite. Introduction et notes par Jules Mouquet (1945)